# Diversitat sexual a Turquia
Les poblacions LGBT a Turquia s'enfronten a desafiaments legals i socials que no experimenten els residents no LGBT. Les relacions sexuals entre persones del mateix sexe van ser legals des dels temps de l'Imperi Otomà (estat predecessor de la República de Turquia) el 1858 i s'han mantingut despenalitzades des de la creació de la Turquia moderna el 1923. Addicionalment, les persones LGBTI han tingut dret a asil a Turquia des de 1951 segons la convenció de Ginebra. No obstant això les parelles del mateix sexe no posseeixen la mateixa protecció per part de l'Estat. A pesar que diverses lleis relatives a la protecció contra la discriminació respecte de l'orientació sexual o la identitat de gènere han estat debatudes en el Parlament, encara no s'ha establert cap legislació. En general, l'opinió pública és molt conservadora i moltes persones LGBTI han sofert discriminació, assetjament i fins i tot violència.

## Organitzacions LGBTI

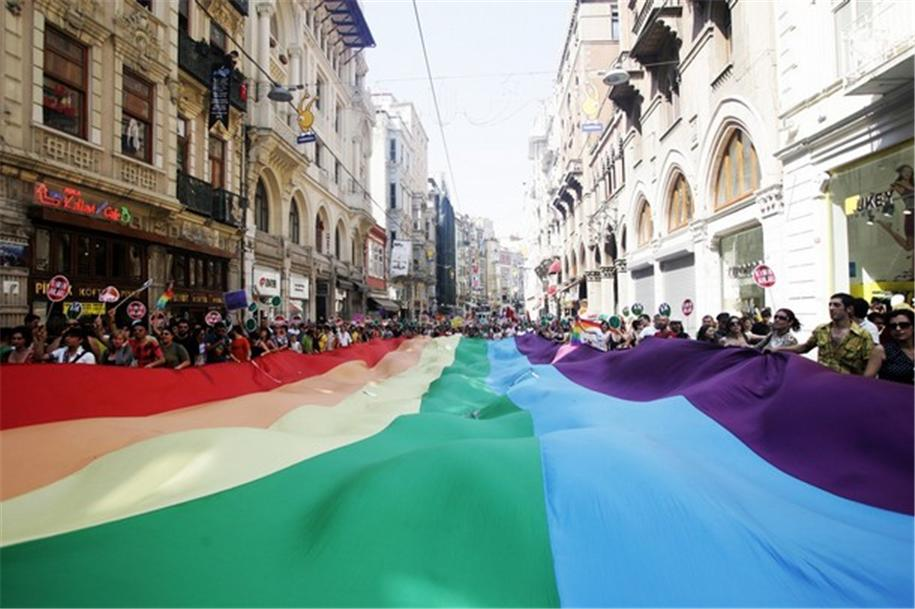
Activistes contra les polítiques del govern turc a l'Avinguda Istiklal a Istanbul.

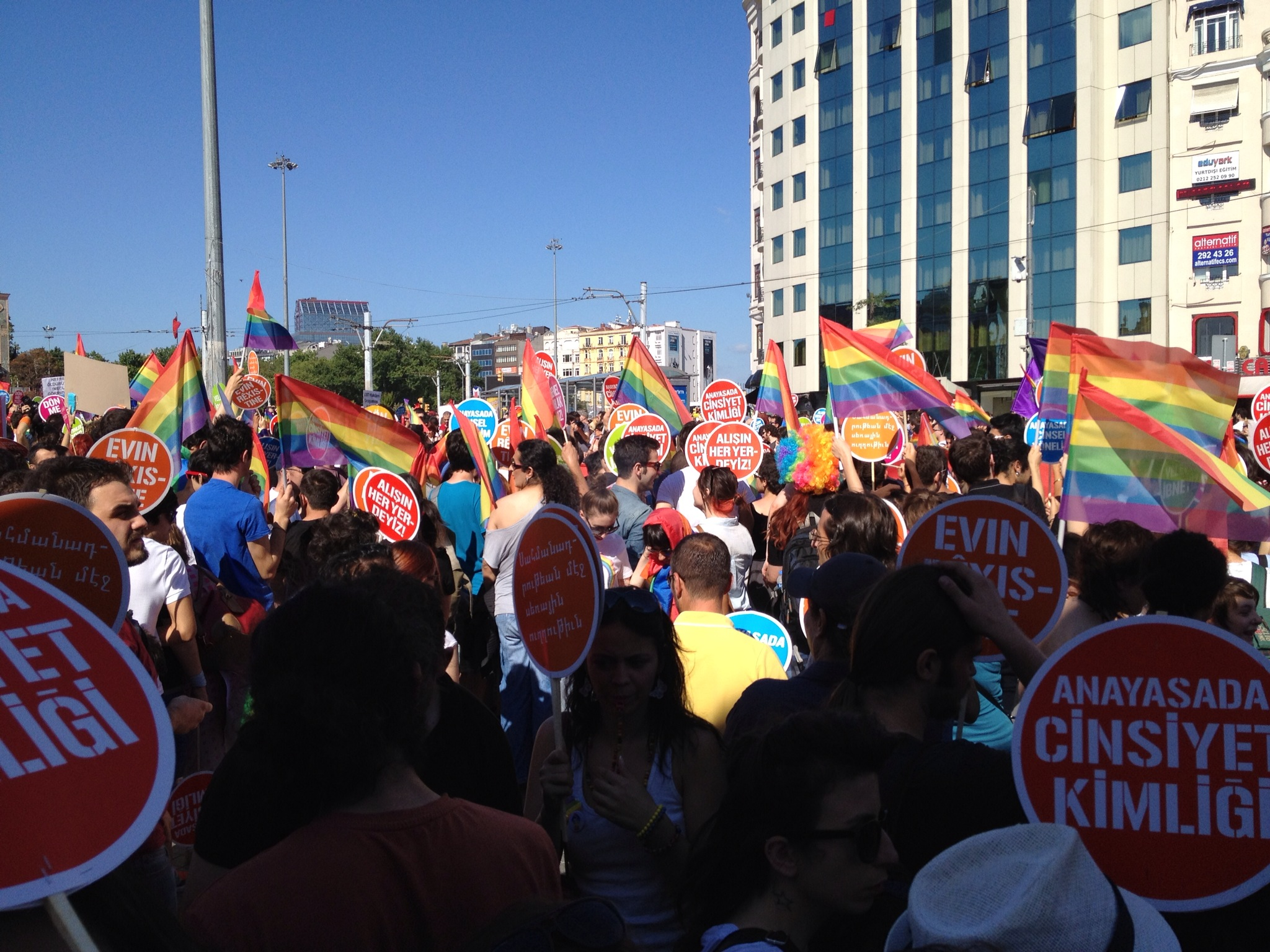
Marxa de l'Orgull LGBT d'Istanbul de 2012.

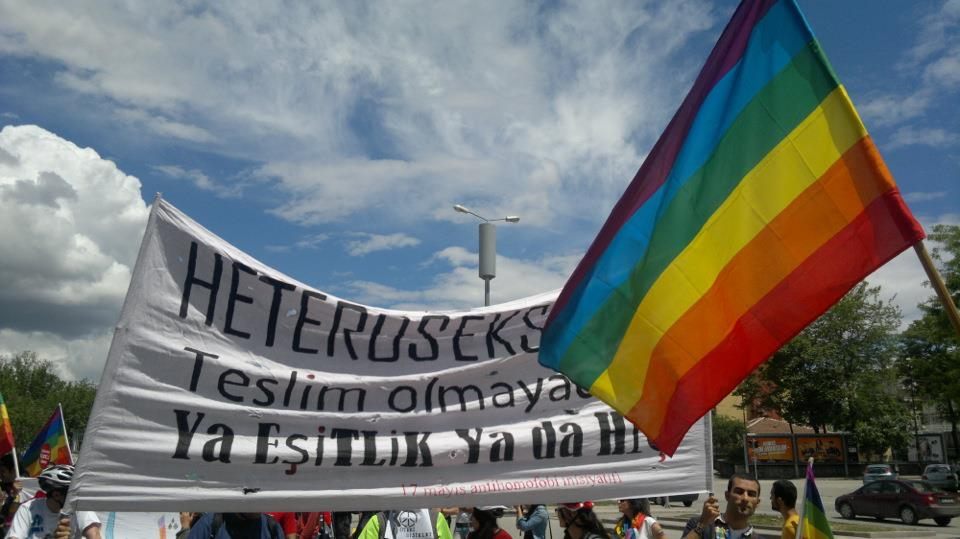
Marxa de l'Orgull a Kızılay, Ankara.

La major comunitat LGBT en defensa dels drets civils és KAOS GL, fundada el 1994 a Ankara. Lambdaistambul es va establir el 1993 a Istanbul com a membre d'ILGA Europa i dissolta el 2008. Les autoritats van argumentar que les seves activitats es trobaven "en contra de la llei i la moral". Aquesta decisió va ser àmpliament criticada per l'Observatori de Drets Humans i va ser revocada per la Cort Suprema de Justícia al febrer de 2009.
A principis dels anys 90, les proposicions de les organitzacions per a cooperar van ser rebutjades per la Comissió de Drets Humans del govern. L'abril del 1997, membres de Lambda Istambul van ser convidats al congrés sobre la SIDA, sent la primera representació d'una organització gai a nivell governamental. Noves organitzacions van començar a ser formades durant la dècada dels anys 2000 fora de les grans ciutats, com és el cas de la Pink Life LGBT Association d'Ankara, el Rainbow Group a Antalya o la Piramid LGBT Diyarbakir Initiative en Diyarbakir.
El 1996 una altra organització LGBT (Legato, Lesbian and Gay Inter-University Organization) va ser establerta com a organització d'estudiants universitaris, professionals i acadèmics amb la seva primera oficina a la Universitat Tècnica de Mitjà Orient a Ankara. L'associació va continuar el seu creixement i es van obrir altres seus a diferents ciutats en tot el país, reportant-se més de 2000 membres. Al març de 2007, els estudiants van crear per la primera vegada un club estudiantil, el Gökkuşağı (en català: arc de Sant Martí), admès oficialment per la Universitat Bilgi d'Istanbul.
La primera marxa de l'Orgull LGBTI en la història del país es va dur a terme al juny de 2003. Va ser organitzada per LambdaIstanbul i duta a terme a l'Avinguda Istiklal. Al juliol de 2005, KAOS GL va aconseguir reconeixement legal davant el Ministeri d'Assumptes Interns, convertint-se en la primera organització LGBT amb estatus legal. Durant setembre del mateix any, una objecció va ser presentada pel governador d'Ankara per a cancel·lar el seu estatut, mesura que va ser rebutjada. A l'agost de 2006, la marxa de l'Orgull LGBT de Bursa, organitzada pel Rainbow Group i autoritzada oficialment, va ser anul·lada a causa de les protestes de la societat civil.

## Pel·lícules
- Güneşi Gördüm (Mahsun Kırmızıgül, 2009)
- Hamam: el bany turc (Ferzan Özpetek,1997)
- Zenne Dancer (Caner Alper i Mehmet Binay, 2012)